# Abiturient
Abiturient – maturzysta, osoba, która zbliża się do ukończenia szkoły średniej i została dopuszczona do matury.
Abiturient po ukończeniu szkoły średniej staje się absolwentem i ma wówczas wykształcenie średnie. Zdanie egzaminu maturalnego umożliwia uzyskanie świadectwa dojrzałości, które jest rzeczą dodatkową w stosunku do wykształcenia średniego.

## Etymologia
Słowo abiturient pochodzi ze śrdw. łac. abituriens, dopełniacz abiturientis „mający odejść” z łac. abitus „odjazd, oddalenie się, odejście”.